# Feldbrandziegel

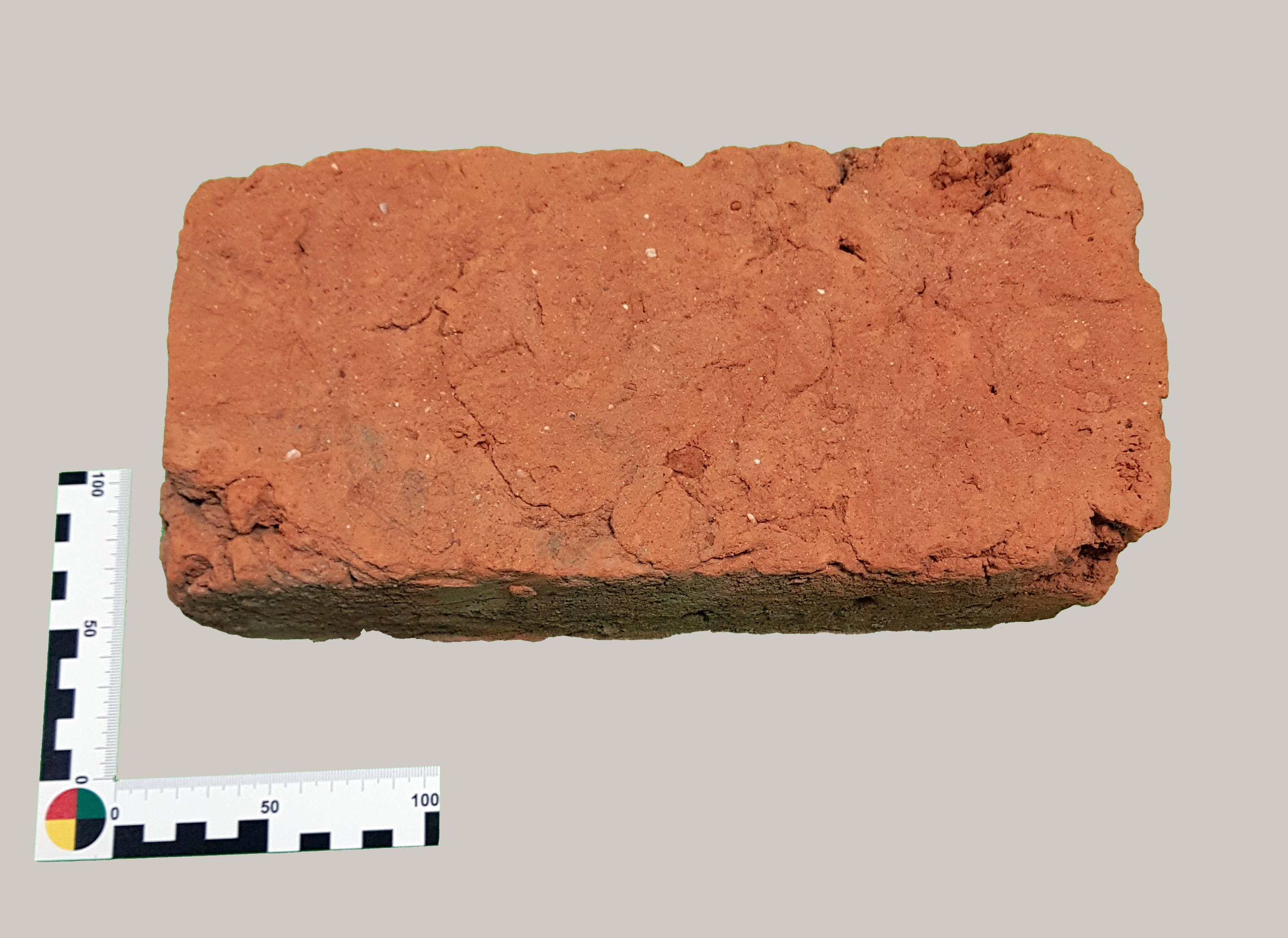
Feldbrandziegel von Schloss Alpen (Niederrhein, 16. Jahrhundert)

Ein Feldbrandziegel ist ein künstlicher, feuerfester Baustein aus Lehm oder Tonerde. Der nassgeformte und an der Luft getrocknete Rohziegel wird ohne festen Ofen in einem eigens errichteten Meiler durch Verfeuerung von Holz oder Kohle gebrannt. Im Gegensatz zu Ziegeln aus stationären Ziegeleien wurden Feldbrandziegel saisonal auf oder bei einer Lehmlagerstätte zweckbestimmt für ein bestimmtes Bauvorhaben in der Regel von spezialisierten Wanderarbeitern hergestellt.
Feldbrandziegel fanden vom späten Mittelalter bis kurz nach dem Ersten Weltkrieg nahezu weltweit Verwendung. Bis gegen Ende des 19. Jahrhunderts waren Feldbrandöfen ein prägendes Element des Landschaftsbilds in lehmreichen Gegenden, in denen natürliche Steinvorkommen als Baustoffe fehlten.
Umgangssprachlich wird der Begriff Feldbrandziegel häufig für sämtliche vorindustriell hergestellten Ziegel verwendet. Als terminus technicus umfasst die Bezeichnung jedoch nur die in Meilern ohne festen Ofen gebrannten Ziegel.

## Geschichtliche Entwicklung
Erste Verwendungen von gebrannten Ziegeln kommen in Mitteleuropa in der römischen Epoche auf. Im Mittelmeerraum wurden bereits in der Antike Ziegel in festen, stationären Öfen gebrannt. Im späten 1. Jahrhundert v. Chr. brachten Legionäre diese Technik auch in die römischen Provinzen im Nordwesten des Reichs. Nach dem Untergang des Weströmischen Reiches im 5. Jahrhundert und dem damit verbundenen Kulturbruch ging das Wissen um die Ziegelherstellung in Nordwesteuropa zunächst wieder verloren, während in Südeuropa weiterhin Ziegel hergestellt wurden. Vereinzelt ließen Herrscher im Frühmittelalter nördlich der Alpen Gebäude aus Ziegeln erbauen, die noch in romanischer Tradition standen. Die Bauleute dazu wurden projektgebunden aus Südeuropa geholt, ohne dass sich eine Tradition entwickeln konnte. Prominente frühmittelalterliche Gebäude, die teilweise aus romanischen Ziegeln erbaut wurden, sind die Klöster Kremsmünster, Tegernsee oder Werden.
Erst ab dem 12. Jahrhundert wurden in Nordwesteuropa eigenständig Ziegel hergestellt, die sich auch in den Formaten von romanischen Ziegeln unterscheiden. Zunächst lagen die Produktionsstätten in Klöstern, wo die Ziegeltechnik aus Südeuropa oder von Rückkehrern aus den Kreuzzügen aus dem Nahen Osten eingeführt wurde.
Die von Kaiser Friedrich Barbarossa im 12. Jahrhundert ausgebaute Kaiserpfalz im Düsseldorfer Stadtteil Kaiserswerth gilt als eines der ältesten mittelalterlichen Bauwerke Deutschlands, das zumindest teilweise mit Klosterziegeln erbaut wurde.

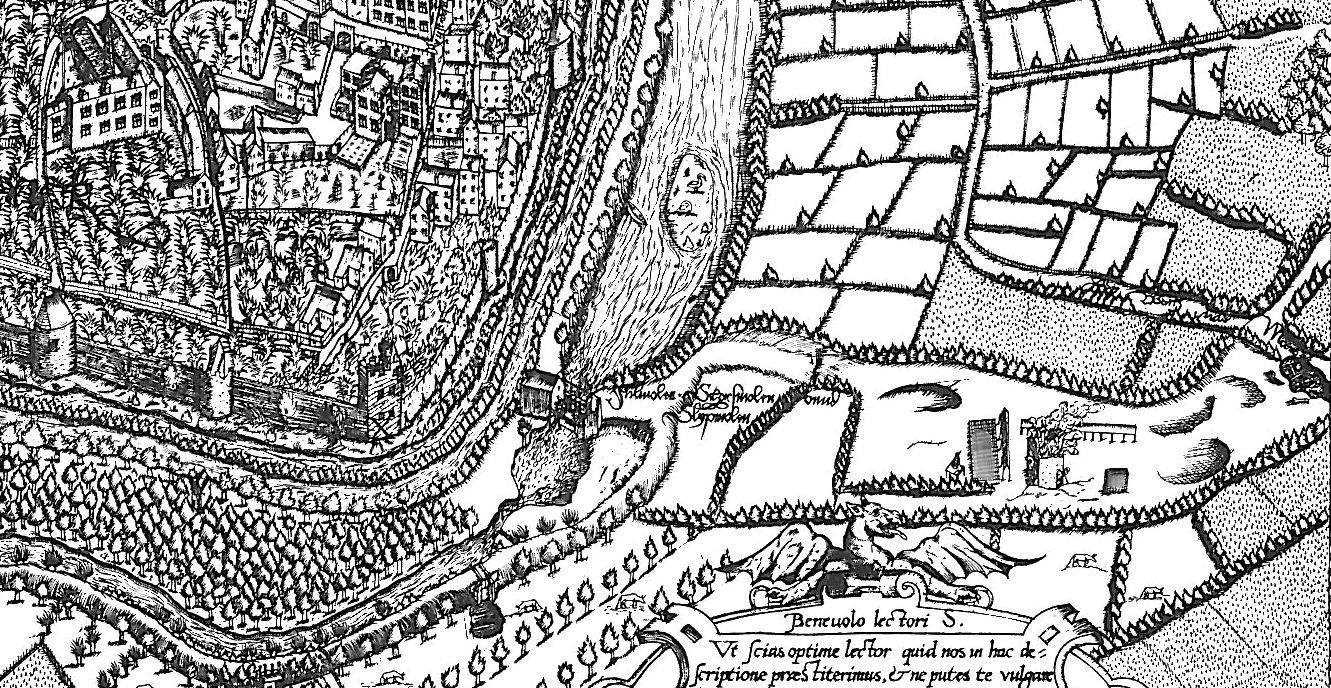
Ausschnitt aus dem Duisburger Stadtplan von Johannes Corputius mit Feldbrandziegelei in der Rheinaue, 1566

Als im Hochmittelalter die Entwicklung der Städte als bevorzugte Siedlungsform voranschritt, entstand eine hohe Nachfrage nach preiswerten, aber auch feuerfesten Baustoffen. Besonders in den steinarmen, aber lehmreichen Niederungsgebieten bestand die Notwendigkeit, Ziegel als preisgünstige Alternative zu importierten Naturbausteinen herzustellen. Die Küstenregionen von Nord- und Ostsee, von den Niederlanden im Westen über das Norddeutsche Tiefland bis nach Estland, bilden ab dem späten Mittelalter ein geschlossenes Gebiet der Backsteinbaukultur. Um 1200 brachten niederländisch-flämische Mönche die Ziegelherstellung bis in die Mark Brandenburg, wodurch die bis dahin dort übliche Holzbauweise in den Hintergrund gedrängt wurde. Mit der zunehmenden Urbanisierung und dem damit verbundenen Ausbau der Städte ab dem Spätmittelalter stieg der Bedarf an Baustoffen weiterhin stetig an. Durch das hohe Gewicht der Ziegel waren lange Transportwege unrentabel, weshalb die Ziegelproduktion in der Regel nur den regionalen Bedarf deckte. So entstanden ausgehend von den Niederlanden ab dem ausgehenden Mittelalter besonders in den Flussauen saisonale Feldbrandziegeleien. Häufig wurden Feldbrandziegel zweckbestimmt nur für ein bestimmtes Bauvorhaben unweit des Bauplatzes hergestellt. Nur Überschüsse wurden vom Eigentümer der Lehmlagerstätte weiterverkauft.
Lateinisch wurden Ziegelstein als lateres ex terra (von later „Ziegel“) bezeichnet.
Trotz ihrer Bedeutung im Städtebau gelang es den Ziegelhandwerkern nirgendwo, eine eigene Zunft zu bilden. Sie blieben stets von dem jeweiligen Bauherrn oder Eigentümern der Lehmlagerstätte abhängig und durften die Ziegel nicht auf eigene Rechnung verkaufen.
Insbesondere der bastionäre Ausbau der Stadtbefestigungen erforderte die massenhafte Produktion von Feldbrandziegeln. Ein Gemälde von H. E. Beckers zeigt vier Feldbrandziegeleien bei den Bauarbeiten an der Festung Düsseldorf im Jahr 1735.
In der zweiten Hälfte des 19. Jahrhunderts wurden Feldbrandziegel mehr und mehr durch industriell gefertigte Ziegel aus Ringöfen und Dampfziegeleien ersetzt. Beide Verfahren existierten aber noch bis in die Zeit nach dem Ersten Weltkrieg nebeneinander. Das Feldbrandverfahren hatte gegenüber stationären Öfen eine Reihe von wirtschaftlichen Vorteilen, die eine Marktbeherrschung der industriellen Ziegelproduktion lange verhinderte. Die Investitionskosten waren vergleichsweise gering, da keine festen Bauwerke oder Trockenschuppen benötigt wurden. Die Produktionsmenge war nicht an die Ofenkapazität gebunden. Ein Meiler konnte nahezu beliebig in der Länge erweitert werden, so dass Produktionsmengen zwischen 10.000 und einer Million Feldbrandziegel in einem Brand hergestellt werden konnten. Notwendig war eine nahegelegene, tonige (umgangssprachlich fettige) Lehmlagerstätte in der Nähe.
1908 standen beispielsweise in Köln 42 Ringöfen noch 26 Feldbrandziegeleien gegenüber. Im Hunsrück wurden noch in den 1960er Jahren Ziegel auf diese Art gebrannt.
Die Herstellung von Feldbrandziegeln war eine witterungsabhängige, saisonale Tätigkeit, der nur in den frostfreien Monaten nachgegangen wurde. Traditionell wurden Feldbrandöfen von spezialisierten Wanderarbeitern betrieben.

## Weitere Verbreitung
Großbritannien wird ab dem 17. Jahrhundert von der Ziegelbaukultur erreicht. Eines der ersten Bauwerke nach der Römerzeit ist der St James’s Palast in London, der 1532 unter Heinrich VIII. zumindest teilweise in Ziegeltechnik erbaut wurde.
In Nordamerika führten die ersten niederländischen Siedler die Feldbrandtechnik gleich in der ersten Generation ein. Sie brachten Feldbrandziegel ab 1624 als Ballast der Schiffe mit in die neue Welt, stellten sie aber bald auch selbst her.
Während des Zweiten Weltkriegs setzte die deutsche Besatzungsmacht in den eroberten Gebieten in Osteuropa verstärkt auf Ziegel aus Feldbrandöfen bei der Errichtung von Gebäuden.

## Technik

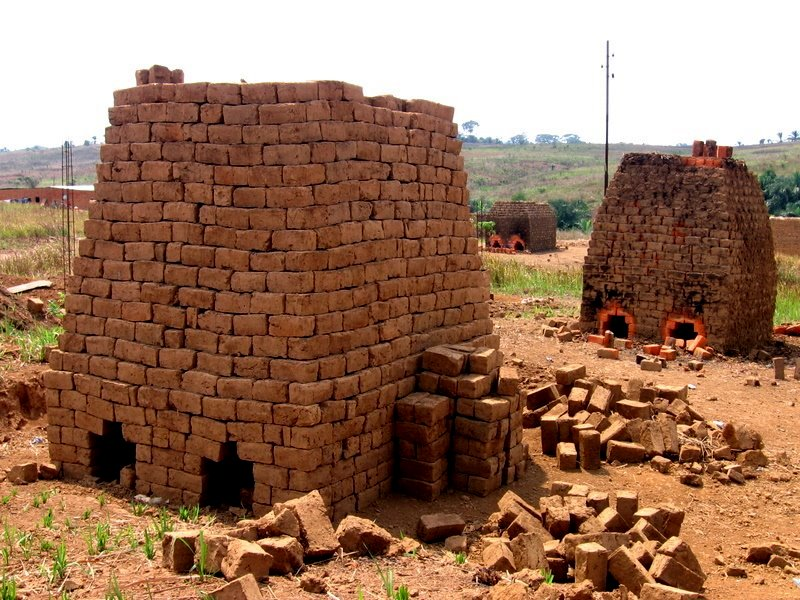
Feldbrandofen in Angola

Beim Feldbrandverfahren wird der Ofen aus dem Brandgut, das heißt aus den Rohziegeln, selbst gebildet. Ein stationärer Ofen mit einer gemauerten Brennkammer wird nicht benötigt. Auch die bei stationären Öfen benötigten Trockenscheunen sind bei diesem Verfahren nicht notwendig, Die nassgeformten Rohziegel wurden zum Trocknen auf freiem Feld ausgelegt. Alle notwendigen Produktionsschritte wurden in der Regel auf dem Grundstück durchgeführt, auf dem auch der Lehm abgegraben wurde. Auch die Feldbrandöfen selbst befanden sich dort.
Die Herstellung von Feldbrandziegeln gliedert sich in vier Produktionsschritte:

### Aufbereiten des Lehms
Feldbrandziegel wurden in den frostfreien Monaten geformt, getrocknet und gebrannt. Das Lehmfeld wurde dabei bereits im Herbst des Vorjahres vorbereitet. Der zur Herstellung notwendige Lehm wurde gestochen und über Winter in Streifen ausgelegt. Frost und Kälte ließen den Lehm verwittern, wodurch die Bindigkeit der Tonminerale reduziert wurde. Durch dieses sogenannte Mauken ließ sich der Lehm in der folgenden Saison leichter verarbeiten.
Nach der Frostperiode wurde eine quadratische oder rechteckige Grube ausgehoben. In dieser sogenannten Sumpfgrube wurde der Lehm mit Wasser geschlämmt und von den Zieglern mit den Füßen zu einer breiigen, homogenen Masse verarbeitet. Zu fettigen Lehmen wurde dabei Sand als Magerung beigemengt.

### Formen (Streichen)

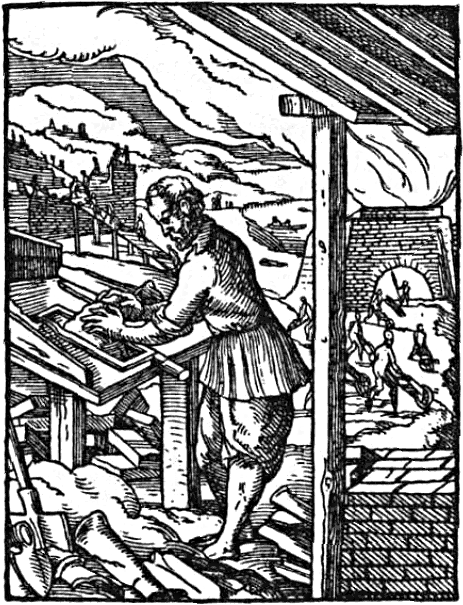
Streichen von Ziegeln. (Stich um 1568)

Der aufbereitete Lehm wurde alsdann portionsweise in eigens hergestellte, normierte Formkästen aus Holz, seltener aus Metall, gefüllt und von Hand mit einem Holzbrett oder einem Streichmesser glattgestrichen. Um eine Anhaftung der Lehmmasse zu vermeiden, wurde die Unterseite der Form mit Sand bestreut. Eine gesandete Seite ist ein charakteristisches Merkmal von Feldbrandziegeln.
Die Ziegelformate variierten regional, wobei die Maße häufig nahe am Reichsformat 25 × 12 × 6 Zentimeter lagen.

### Trocknen

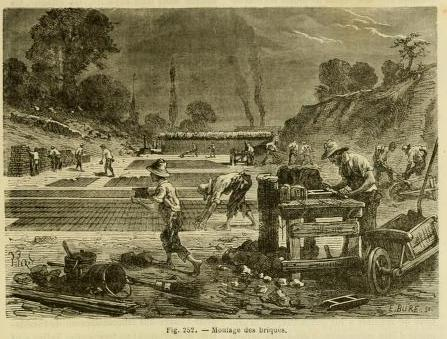
Aufreihen nassgeformter Rohziegel. Stich 19. Jahrhundert.

Auf einer freien Fläche wurde der nassgeformte Rohziegel aus der Form gekippt und in Reihen zum Trocknen ausgelegt. Die Rohziegel wurden mit einem provisorischen Dach aus Ried oder Stroh geschützt. Ein Schlechtwettereinbruch konnte aber die begonnene Arbeit zunichtemachen. Bei guten Witterungsbedingungen dauerte der Trocknungsvorgang ein bis zwei Wochen.

### Brennen
Die luftgetrockneten Rohziegel wurden dann in Reihen zu einem Meiler aufgeschichtet. Zwischen den Reihen blieb ein kleiner Abstand, in dem die Ofenluft zirkulieren konnte. Die obersten Lagen wurden zu einem Gewölbe gelegt. Die Außenseite des Feldbrandmeilers wurde mit Lehmbewurf verstrichen. In regelmäßigen Abständen wurden dabei Zuglöcher freigehalten. An der Südwest-Seite, dem Wind zugewandt, wurde ein Schürloch eingerichtet, durch das während des Brands das Ofenfeuer unterhalten werden konnte.
In den ersten Tagen des Brandes wurde der Feldbrandmeiler mit geringen Temperaturen gefahren. Hierdurch wurde den Rohziegeln die enthaltene Restfeuchte entzogen. Nach etwa einer Woche wurde die Ofentemperatur erhöht und für eine weitere Woche konstant hochgehalten. Im nächsten Arbeitsschritt wurden alle Öffnungen des Meilers verschlossen und der Brand sich selbst überlassen, bis der Feldbrandofen ausgekühlt war. Der Abkühlvorgang musste langsam geschehen und konnte je nach Größe des Meilers mehr als zwei Wochen in Anspruch nehmen.
Ein gravierender Nachteil des Feldbrandverfahrens war, dass die so produzierten Ziegel keine gleichmäßige Qualität hatten. Die Güte der Feldbrandziegel war von der Position im Meiler abhängig.
Grundsätzlich ist der natürliche Eisengehalt des Lehms für die Rotfärbung der Ziegel verantwortlich. Die Intensität und Ausprägung der Färbung hängt jedoch von der Hitze ab, die auf die Feldbrandziegel während des Brands eingewirkt hat. Die Färbung kann daher auch ein Indikator für die Qualität des Ziegels sein. Die Ziegelreihen, die im Feldbrandmeiler außen lagen, hatten die geringste Hitze bekommen. Daher waren diese am wenigsten hartgebrannt. Diese qualitativ schlechtesten Produkte hatten eine hellrote Färbung und wurden in der Regel nur für nichttragende Innenwände verwendet.
Ebenso waren die Ziegel der innersten Reihen qualitativ minderwertig. Da diese im Meiler der größten Hitze ausgesetzt waren, waren die inneren Ziegel überfeuert, erkennbar an einer violetten oder bläulichen Färbung. Auch überstanden die inneren Ziegel den Brand häufig nur deformiert (Schmolzziegel). Verwendung fanden die Ziegel der inneren Reihen in der Regel für Fundamente.
Optimale Ergebnisse brachten die Ziegel der mittleren Lagen, die gleichmäßig geformt und hart gebrannt waren. Feldbrandziegel aus den mittleren Lagen konnten bei Bauwerken vielseitig eingesetzt werden und erzielten beim Verkauf den höchsten Preis.
Neben der Färbung und einer gleichmäßigen Form sind auch der Klang beim Anschlagen und die Permeabilität Qualitätsmerkmale für Feldbrandziegel.

### Das Lütticher Feldbrandverfahren
Traditionell wurden Feldbrandöfen mit Torf, Reisig oder billigem Holz befeuert. Durch den vergleichsweise geringen Heizwert des Brennmaterials waren trotz des Einsatzes hochwertiger Tone nur minderwertige, weiche Ziegel das Ergebnis. Auch blieben die in Deutschland hergestellten Feldbrandziegel qualitativ hinter den in den Niederlanden produzierten zurück. Das änderte sich erst, als im späten 18. Jahrhundert auch Steinkohle als Brennmaterial zum Einsatz kam. Vorreiter waren Ziegler im wallonischen Steinkohlerevier. Ausgehend von den schlesischen Steinkohlerevieren wurde ab 1800 auch in Deutschland Steinkohle zur Befeuerung von Feldbrandöfen genutzt.
Die Ziegler im Lütticher Revier entwickelten Ende des 18. Jahrhunderts ein Verfahren für den Steinkohleeinsatz, das technisch am ausgereiftesten war. Jede horizontale Ziegellage wurde mit einer Schicht Steinkohlegrus bedeckt, auf die die nächste Ziegellage folgte. Die Stärke der Steinkohlelage nimmt dabei allmählich von der untersten bis zur mittleren Ziegellage ab und wird zur obersten Lage hin wieder stärker. Auf diese Weise wird im Meiler ein gleichmäßigerer Brand als bei der traditionellen Feuerung erreicht.
Das Lütticher Verfahren setzte sich endgültig durch, als die Franzosen ab 1806 mit dem Bau des Nordkanals zwischen dem Rhein bei Neuss und der Maas bei Venlo begannen. Die Ziegel aus den bis dahin am Niederrhein in konservativer Weise betriebenen Feldbrandöfen entsprachen qualitativ nicht den Bedürfnissen zum Bau des Kanals. Aus diesem Grund ließ die französische Verwaltung am Niederrhein eigene Feldbrandziegel in Meileröfen nach dem Lütticher Verfahren herstellen, das dann schnell Vorbildfunktion erhielt. Allein für den Kanalbau wurden hier zwischen 1809 und 1810 insgesamt 9 Millionen Feldbrandziegel im Format 23 × 11 × 5 Zentimeter hergestellt.

## Feldbrandziegel in der Denkmalpflege
In der Bodendenkmalpflege dienen Feldbrandziegel der Interpretation eines archäologischen Fundplatzes. Informationen wie Ziegelmaße, anhaftende Mörtelreste oder auch die Beschaffenheit des Mauerwerksverbands geben Hinweise zur Datierung eines mittelalterlichen oder neuzeitlichen Befunds.
Originalfeldbrandziegel werden in der Baudenkmalpflege bei der Restaurierung historischer Gebäude verwendet. Zu diesem Zweck werden Feldbrandziegel aus Abbrüchen älterer Gebäude gehandelt.

## Trivia
- Häufig finden sich noch heute Abdrücke von Tieren auf den Ziegeln, die während der Trocknung auf freiem Feld über die nicht ausgehärteten Ziegel liefen.
- Nach niederländischem Vorbild wurden ab 1828 am Niederrhein Ziegel im Feldbrand entlang des Rheinufers produziert. Diese sollten statt der bis dahin üblichen Basalte als preisgünstige Alternative zum Uferschutz benutzt werden. Nach wenigen Jahren wurde dieser Versuch jedoch beendet, da die Feldbrandziegel sich als zu leicht erwiesen und von der Strömung fortgetragen wurden. Auch der hohe Anteil qualitativ schlechter Ziegel war problematisch, da sie rasch im Wasser zerfielen.[9]